# Sven Salén (industriman)
Sven Gustaf Salén, född den 7 juli 1885 i Gudhems församling, Skaraborgs län, död den 21 maj 1963 i Stockholm, var en svensk företagsledare. Han var bror till Torsten Salén.
Salén grundade 1914 Konfektionsaktiebolaget Salén, där han var verkställande direktör till 1961 och styrelseordförande från 1961. Han var styrelseledamot i Sveriges konfektionsindustriförbund 1935–1942, i Konfektionsindustriföreningen 1942–1951, i Svenska konfektionsfabrikantföreningen 1943–1951, i Märta Måås-Fjetterström från 1942, i Skaraborgs enskilda banks kontor i Stockholm 1943–1951, i Konstfackskolan 1941–1958 och i Barnens Dagsföreningen 1949–1953 samt fullmäktig i Stockholms handelskammare 1939–1948. Salén blev riddare av Vasaorden 1936 och av Nordstjärneorden 1945 samt kommendör av Vasaorden 1955.